# Vladimir Fëdorovič Minorskij
Vladimir Fëdorovič Minorskij (in russo Владимир Фёдорович Минорский?; Korčeva, 6 febbraio 1877 – Cambridge, 25 marzo 1966) è stato un iranista russo.

## Biografia
Minorskij, assai apprezzato per i suoi importanti contributi nel campo della storia, geografia, letteratura e cultura persiana nacque presso Tver', a nord-ovest di Mosca, nella città di Korcheva, situata sull'alto corso del fiume Volga: una città oggi sommersa nell'Ivankovo Reservoir.
Qui egli si guadagnò la medaglia d'oro della IV Scuola di Grammatica. Nel 1896 entrò nell'Università di Mosca per studiarvi giurisprudenza, laureandosi nel 1900, quindi entrò nell'Istituto Lazarev di Lingue Orientali, in cui trascorse 3 anni preparandosi per la carriera diplomatica. Effettuò il suo primo viaggio in Iran nel 1902, dove raccolse materiale relativo alla religione degli Ahl-i Ḥaqq.
Nel 1903 entrò nel ministero degli Affari Esteri russi, servendo nel periodo 1904-1908 in Persia (oggi Iran), dapprima nel Consolato Generale di Tabriz e poi nella Legazione di Tehran, per risiedere tra il 1908 e il 1912 a San Pietroburgo e Tashkent (attuale Uzbekistan). Nel 1911, congiuntamente con la Commissione quadripartita (Regno Unito, Russia, Turchia e Persia), svolse una missione nella Persia nord-occidentale per tracciare i confini turco-persiani, pubblicando una monografia sugli Ahl-i Ḥaqq per la quale ottenne una medaglia d'oro della Sezione Etnografica della Società Imperiale di Scienze Naturali di Mosca.
Uno dei più importanti manoscritti curdi che egli ottenne durante questo periodo fu il The Forqan ol-Akhbar, di Hajj Nematollah, che egli più tardi descrisse nei suoi "Etudes sur les Ahl-i Haqq, I.", sulla Revue de L'Histoire des Religions, tome XCVII, No. 1, Janvier 1928, pp. 90–105. Le sue ricerche sull'Iran gli consentirono di produrre materiale di grandissima rilevanza per il suo studio del 1915, Materialï dlya izucheniya vostoka (Materiali per lo studio dell'Oriente), dato alle stampe dal Ministero Imperiale per gli Affari Esteri russo, a San Pietroburgo.
Dal 1915 al 1917 servì come Incaricato d'affari nella legazione russa a Tehran. Non appena la Rivoluzione bolscevica del 1917 rese problematico il suo ritorno in Russia, nel 1919 egli si recò a Parigi dove lavorò presso l'Ambasciata russa. Lì la sua profonda esperienza guadagnatasi nelle questioni medio-orientali e caucasiche tornò assai utile durante i lavori che condussero al Trattato di Versailles e gli accordi di pace del Trianon.
Nel 1923 tenne alcune conferenze sulla letteratura persiana nell'INALCO (all'epoca École nationale des langues orientales vivantes), dove successivamente studiò turco e Storia dell'Islam. Nel 1930 fu nominato Segretario Orientale dell'International Exhibition of Persian Art del 1931 a Burlington House (Londra), e nel 1932 divenne Lecturer di Persiano nella londinese School of Oriental and African Studies. Nel 1933 divenne Reader di Letteratura persiana e di storia nella medesima Università di Londra; Professore di Lingua persiana nel 1937 e nel 1944 andò infine in pensione. Durante la Seconda guerra mondiale, la SOAS fu costretta ad evacuare, ospite nel Christ's College dell'Università di Cambridge e da lì Minorskij si recò per un anno (1948-49) a insegnare nella Università del Cairo (l'antica Università khediviale).
Nel 1960 Minorskij fu invitato a Mosca dalla Accademia Sovietica delle Scienze per partecipare a un Incontro organizzato in occasione del 23º Congresso Internazionale degli Orientalisti. Dopo la sua morte, i suoi resti furono inumati nel Cimitero di Novodevičij, che era riservato esclusivamente agli artisti, agli uomini di lettere, agli studiosi e ai compositori più rinomati.

La massima parte della sua biblioteca personale fu assegnata alla città di Leningrado.
Minorskij ottenne numerosi riconoscimenti e onorificenze durante la vita, tra cui quello di diventare Socio Corrispondente della British Academy nel 1943, Membro Onorario della Société Asiatique di Parigi nel 1946 e Dottore honoris causa dell'Università di Bruxelles nel 1948.

## Opere scelte
Minorskij fu uno studioso prolifico, che poteva vantare al suo attivo oltre 200 monografie e articoli.
- Lemma «Ahl-i Ḥaḳḳ», in The Encyclopaedia of Islam.
- "Notes sur la secte des Ahl-i Haqq", in Revue du Monde Musulman, Volumi XL, 1920, pp. 20–97; XLIV-XLV, 1921, 205-302.
- Notes sur la secte des Ahle-Haqq, (in forma di libro), Parigi, 1922, 182 pp., 1920.
- "The Guran", Bulletin of the School of Oriental and African Studies, Volume, XI, 1943-1946, PP. 75–103.
- Studies in Caucasian history, Cambridge University Press, 1957.
- Medieval Iran and its neighbours, Londra, 1982. Ristampa di articoli di stampa in inglese e francese pubblicati nel periodo 1931-1967, con passi in arabo, curdo Gûrâni, persiano e turco.
- A History of Sharvan and Darband in the 10th-11th Centuries, Cambridge, 1958 (История Ширвана и Дербенда, Mosca, 1963).